# Корте Трјесте (Ферара)
Корте Трјесте је насеље у Италији у округу Ферара, региону Емилија-Ромања.
Према процени из 2011. у насељу је живело 24 становника. Насеље се налази на надморској висини од -3 м.